# Vibrato
Vibrato är en musikterm för att en ton skall spelas (sjungas) med små, snabba, regelbundna förändringar i tonhöjd.
I noterna anges vibrato ofta inte alls, då användandet av det beror på konventioner för hur olika musikinstrument (rösten) används i olika musikstilar. I klassisk musik (från sent 1800-tal och framåt) är det till exempel regel att stråkinstrument alltid spelas med vibrato (fingret på greppbrädan är i ständig rörelse). Därför kan man i noter för klassisk musik behöva ange om en violin eller annat stråkinstrument skall spelas vibratofritt: senza vibrato.
Konventionen för hur skolade röster skall låta, som när en operasångare skall kunna överrösta en orkester, är ett annat exempel på önskvärt, underförstått användande av vibrato som teknik och uttrycksmedel i musiken.
Vibrato skall inte blandas ihop med drillar och andra utsmyckningar av tonen, vilka anges med olika tecken, till exempel en vågig linje över eller under den aktuella noten.
Fysikaliskt innebär vibrato en frekvensmodulering av tonen, till skillnad från tremolo som innebär amplitudmodulering.